# Diadegma ishiyamanum
Diadegma ishiyamanum là một loài tò vò trong họ Ichneumonidae.